# Ernst-Krenek-Preis
Der Ernst-Krenek-Preis ist die höchste Auszeichnung, die die Stadt Wien für eine besondere Leistung im Bereich der Musik zu vergeben hat.
Die Stadt stiftete den Preis 1985 anlässlich der 85. Wiederkehr des Geburtstages ihres Ehrenbürgers Ernst Krenek. Mit ihm wird ein Werk von Komponisten beziehungsweise Musikschriftstellern ausgezeichnet. Der Preis wird alle zwei Jahre aufgrund des Vorschlages einer unabhängigen Jury verliehen. Er ist mit einem Preisgeld in Höhe von 10.000 Euro dotiert.

## Preisträger
- 1986: René Staar für „Just an Accident? A Requiem for Anton Webern an Other Victims of the Absurd“
- 1988: Kyoko Abe für „Midnightsummer“
- 1990: Dieter Kaufmann für „Die Reise ins Paradies“
- 1992: Wolfgang Fuhrmann für „Strategien des Witzes. Versuch über Haydn“
- 1994: Keine Preisvergabe
- 1996: Matthias Schmidt für die Monographie „Ernst Krenek: Grammatik der Extreme. Ein Beitrag zu Theorie und Praxis des dodekaphonen Denkens der Wiener Schule“
- 1998: Georg Friedrich Haas für „Nacht“
- 2000: Olga Neuwirth, für „Bählamms Fest“
- 2002: Bernd Richard Deutsch für „Die Verwandlung“
- 2004: Gerd Kühr für „Three Shakespeare Sonnets“ für gemischten Chor a cappella
- 2006: Pierluigi Billone für „MANI. LONG“
- 2008: Franz Koglmann für „Nocturnal Walks“
- 2010: Richard Dünser für „Radek“
- 2012: Bernhard Gander für „MELTING POT“
- 2014: Johanna Doderer
- 2016: Pia Palme für die Komposition „MORDACIOUS LIPS, TO DUST“
- 2018: Thomas Larcher[2]
- 2020: Thomas Wally für das Werk „cycle: 25 easy pieces für Piano solo (2014 – 2016)“[3]
- 2022: Matthias Kranebitter für sein Werk ENCYCLOPEDIA OF PITCH AND DEVIATION